# Turnowsky Sándor
Turnowsky Sándor (álneve: Maros Tamás; Marosvásárhely, 1889. július 21. – Marosvásárhely, 1958. május ?) erdélyi magyar újságíró, jogi- és szociográfiai szakíró,a tanácsköztársaság aktív résztvevője, egyetemi oktató.

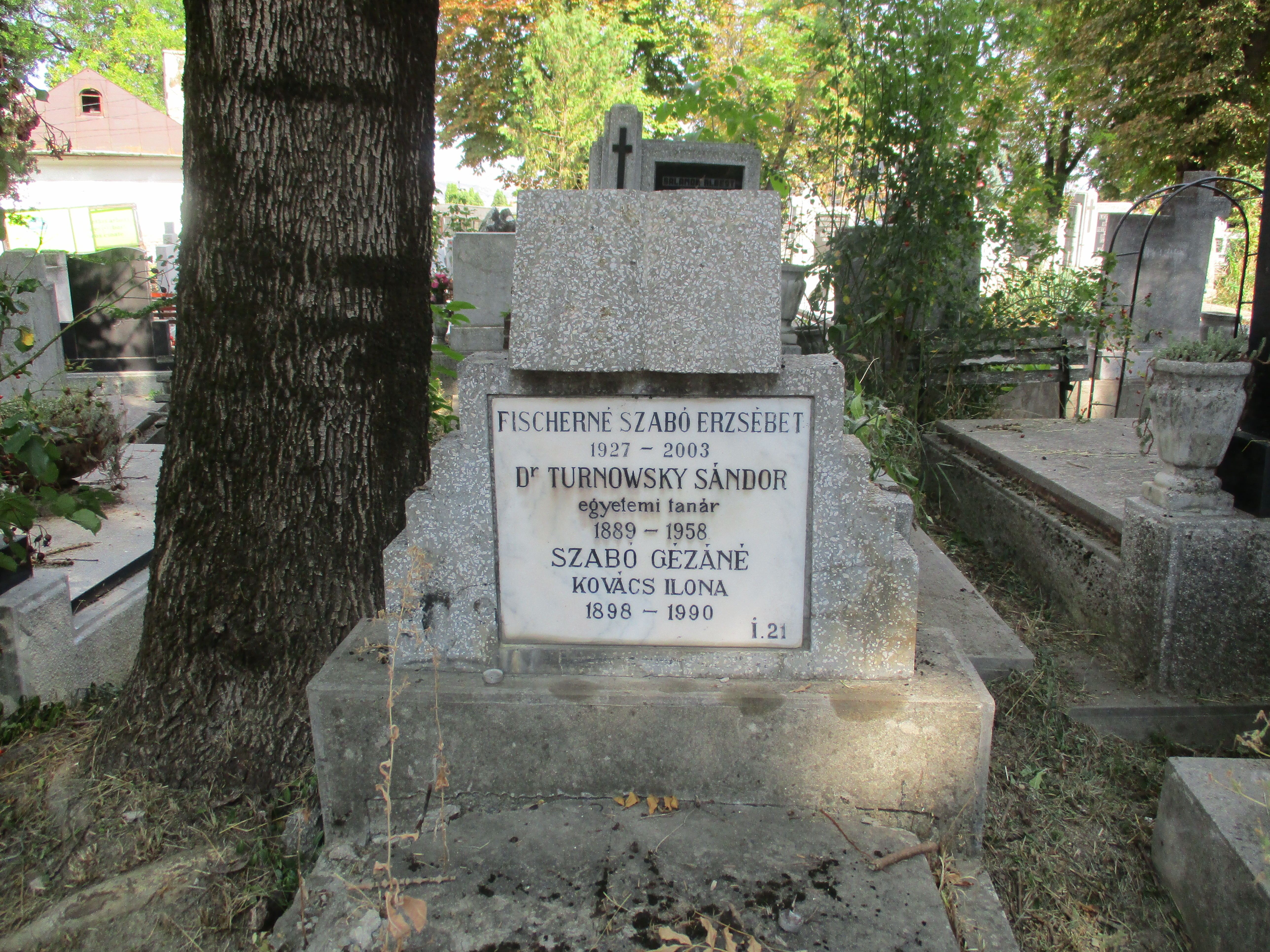
Sírja a Házsongárdi temető új részében

## Életútja
Középiskoláit Marosvásárhelyen a Református Kollégiumban végezte (1907), majd jogot hallgatott a budapesti, 1910–11-ben a berlini egyetemen. 1908-ban egyik alapítója (1912-ben elnöke) volt a Galilei Körnek; 1913-tól a Világ munkatársa. 1915-től ügyvédi gyakorlatot folytatott Marosvásárhelyen, majd 1929-től Nagyváradon. Az első világháború idején katonai szolgálatot teljesített. 1918-ban, Marosvásárhelyre visszatérve a törvényhatósági bizottság tagja volt, az őszirózsás forradalom alatt a helyi Nemzeti Tanács titkára, az Országos Radikális Párt titkára, 1919. április 10-től a forradalmi törvényszék mellett működő likvidáló bizottság tagja, május 15-től vádbiztos. Munkatársa az Aradi Viktor szerkesztette Jövő Társadalmának (1925–27), a Korunknak, 1927–29 között a Keleti Újságnak, az Új Magyaroknak (1933-37), egyik vezetője a Társadalomtudományi Társaságnak.
Szociográfiai tanulmányt készített a marosvásárhelyi ipari munkásság helyzetéről (ez a Korunk 1929-es évfolyamában s különnyomatként is megjelent), társszerzője és kiadója volt a halálra ítélt Sallai és Fürst kivégzése ellen írott Manifesztumnak (1932), erdélyi szóvivője a páneurópai mozgalomnak. Az 1928-as választásokon a Falusi és Városi Dolgozók Blokkjának képviselőjelöltje. A bécsi döntés után a magyar politikai rendőrség felügyelet alá helyezte; 1944 tavaszán, mint „a közbiztonságra veszélyes baloldali elemet”, a sárvári, majd a nagykanizsai internálótáborba zárták. 1945 áprilisában tért haza, Nagyváradon kapcsolódott be az újrainduló politikai életbe mint az MNSZ és a Szociáldemokrata Párt kultúrbizottságának tagja. 1946 őszétől a Bolyai Tudományegyetemre nevezték ki, büntetőjogot és büntető perrendtartást adott elő, egészen 1951-es nyugdíjazásáig. 1949–50-ben a Justiţia Nouă büntetőjogi szakosztályának elnöke; a Világosság munkatársa. Nyugdíjasként a kolozsvári Tartományi Könyvtárban dolgozott, majd 1952–57 között kinevezett igazgatója volt a nagyenyedi Bethlen Gábor Kollégium államosított könyvtárának.
Cikkei, tanulmányai 1918 előtt a Népszava, Pesti Hírlap, Világ című lapokban, 1920–40 között a Keleti Újságban, Brassói Lapokban,  Nagyváradi Naplóban, a nagyváradi Újságban, a Prágai Magyar Hírlapban, 1944–57 között a nagyváradi Új Életben, a kolozsvári Erdély és Világosság, valamint a bukaresti Előre hasábjain jelentek meg.
A Korunkban Braun Róbertről (1957/2–3) és a Galilei Körről (1957/8) közölt adalékokat.

### Kötetei
- Die Zukunft des Völkerrechts (Berlin 1910);
- Három tanulmány a háborúról 1. A háború filozófiája. 2. A háborús idők tömeglélektana. 3. A háború és a jövő állama. (Budapest, 1915);
- Mi az a Páneurópa? (tanulmány R. N. Coudenhove-Calergi munkái és a Páneurópa Kiskáté alapján, Marosvásárhely, 1926);
- Proletársors. Adatok a vidéki munkásság életéhez (klny. a Korunkból, Kolozsvár, 1929);
- Marosportustól Moszkváig. I. Marosportustól Berlinig (Maros Tamás álnéven, Nagyvárad, 1932).

### Egyetemi jegyzetei
- A büntetőjog általános része (előadásainak rövid kivonata, Kolozsvár, 1947);
- Büntető törvénykezési jog (előadásai alapján összeállította Dáné Tibor, Kolozsvár, 1947).

Tanulmánya jelent meg a Győri Illés István szerkesztette Metamorphosis Transylvaniae c. kötetben (Kolozsvár, 1937). Társszerzője Gara Ernő Vihar c. háromfelvonásos színművének (Nagyvárad, 1940).
Kiss Gézával sajtó alá rendezte és bevezetővel látta el Szász Károly jogtudós válogatott írásait (Bukarest, 1955); Vita Zsigmonddal közösen tájékoztató kiadványt állított össze a Bethlen Gábor Kollégium könyvtáráról (Biblioteca Bethlen din Aiud, Bukarest, 1957).